# Jeremy Conley
Jeremy Conley (Beloit, 5 aprile 1991) è un giocatore di football americano statunitense, che gioca come linebacker per gli Straubing Spiders.
Dopo aver giocato per la squadra universitaria statunitense dei Bethel Wildcats, nel 2018 si trasferisce ai tedeschi Wiesbaden Phantoms e nel 2021 ai Ravensburg Razorbacks. Dal 2024 milita negli Straubing Spiders.